# Jednostka regionalna Eurytania
Jednostka regionalna Eurytania (gr. Περιφερειακή ενότητα Ευρυτανίας) – jednostka administracyjna Grecji w regionie Grecja Środkowa. Powołana do życia 1 stycznia 2011 w wyniku przyjęcia nowego podziału administracyjnego kraju. W 2021 roku liczyła 17 tys. mieszkańców.
W skład jednostki wchodzą gminy:
1. Karpenisi
2. Agrafa